# 櫻花 (可苦可樂單曲)
《櫻花》，是日本樂團可苦可樂的第12張單曲和代表作之一。2005年11月2日發行。

## 簡介
可苦可樂結成之後第一首創作歌曲。當年在路上首次披露這首歌，路人們都深受感動，有人問「是否原創歌曲？」，但可苦可樂當時羞於承認，所以回答說是「是Mr.Children地下時期的歌曲」。後來可苦可樂就此事向Mr.Children的主唱櫻井和壽道歉。
2001年，可苦可樂決定主流出道，曾就用《YELL／Bell》還是《櫻花》作為出道單曲思考了很久，最終還是決定用《YELL／Bell》。四年後重新編曲，加入鋼琴等伴奏樂器，CD單曲化發售。
被用作石原聰美主演的富士電視台電視劇《護士小葵》的主題曲。
在Oricon公信榜最高排行第3位，在榜時間長達66週。總銷量達43.4萬，是可苦可樂迄今銷量第二高的單曲，僅次於《蕾》。
手機片段下載超過200萬次，全曲下載超過100萬次。是2006年度其中一首最熱門的下載歌曲以及年度手機全曲下載的冠軍。
獲得第47回日本唱片大賞的金賞，是角逐大賞的有力優選歌曲，最後僅負於倖田來未的《Butterfly》。
這首歌在第56回NHK紅白歌合戰中被演唱。是可苦可樂首度登上NHK紅白歌合戰演唱。
2006年度JASRAC賞銀賞的獲獎歌曲。
2007年3月18日至2010年3月1日，被採用作為西日本旅客鐵道（JR西日本）東海道本線（JR神戶線）櫻夙川站列車到站時的鐘聲。
《櫻花》已成為日本代表性的櫻花主題歌曲以及畢業禮定番歌曲。

## 收錄曲目
1. 櫻花
  - 作詞、作曲：小淵健太郎、黑田俊介

富士電視台電視劇《護士小葵》的主題曲
2. 與未來相繫（今と未来を繋ぐもの）
  - 作詞、作曲：小淵健太郎
3. Starting Line
  - 作詞：小淵健太郎、黑田俊介、21STREET的聽眾們；作曲：小淵健太郎、黑田俊介
4. 櫻花 （Instrumental）
5. 與未來相繫 （Instrumental）
6. Starting Line （Instrumental）

## 翻唱
- SISTER KAYA（2007年、『桜〜Complete Japanesque Reggae〜』収録）
- 布施明（2008年、『Ballade』収録）
- 杏里（2008年、『tears of anri 2』収録）
- 高橋真梨子（2009年、『No Reason 〜オトコゴコロ〜』収録）
- 熊木杏里(2012年、『Love letter 〜桜〜』収録）

## 外部連結
- 櫻花 （页面存档备份，存于）
- 櫻 Spring Package （页面存档备份，存于）